# 이학선
이학선(2000년 1월 7일 ~ )은 대한민국의 축구 선수로, 포지션은 미드필더이다. 현 K4리그 전주시민축구단 소속이다.

## 클럽 경력
이학선은 FC 서울의 산하 유소년 팀인 오산중학교(FC 서울 U-15), 오산고등학교(FC 서울 U-18) 축구부 출신이다.
K리그1 2019 시즌을 앞두고 FC 서울과 계약을 체결하여 프로에 직행하였다.
2020 시즌에 K4리그 포천 시민축구단으로 임대되었다.